# Dário António
Dário António Marcelino, né le 22 octobre 1992, est un coureur cycliste angolais. Il a notamment remporté le Tour du Faso en 2019.

## Biographie
En début d'année 2013, Dário António découvre le niveau européen en participant au Tour de l'Algarve, avec une équipe angolaise. Il abandonne cependant dès la deuxième étape. En juin 2014, il intègre l'équipe continentale Banco BIC-Carmim en compagnie de trois autres compatriotes. Il participe au Tour du Portugal, où il abandonne durant la septième étape.
En 2016, il devient champion d'Angola sur route. En 2017, il gagne le titre national dans le contre-la-montre individuel et le contre-la-montre par équipes. Il termine également quatrième du Tour de Côte d'Ivoire, puis deuxième du Tour de Madagascar, tout en ayant remporté une étape. 
En 2018, il devient une nouvelle fois champion d'Angola du contre-la-montre. Il conserve ce titre en 2019. La même année, il s'impose sur le Tour du Faso, sous les couleurs de l'équipe continentale BAI-Sicasal-Petro de Luanda. Il dispute par ailleurs les Jeux africains de Rabat, où il se classe sixième du contre-la-montre. 
Lors des saisons 2021 et 2022, il brille exclusivement dans des courses angolaises.

## Palmarès et résultats

### Par année
- 2012
  - 2e du championnat d'Angola du contre-la-montre
  - 3e du championnat d'Angola sur route
- 2013
  - 3e du championnat d'Angola sur route
- 2015
  - 1re étape du Grande Prémio 4 de Fevereiro
  - 3e étape de la Volta do Cacau
  - 4e et 8e étapes du Tour d'Angola
  - 2e du Tour de la République démocratique du Congo
  - 2e du Tour d'Angola
  - 3e du championnat d'Angola du contre-la-montre
  - 3e du championnat d'Angola sur route
- 2016
  -  Champion d'Angola sur route
- 2017
  -  Champion d'Angola du contre-la-montre
  -  Champion d'Angola du contre-la-montre par équipes
  - 9e étape du Tour de Madagascar
  - 2e du championnat d'Angola sur route
  - 2e du Tour de Madagascar
- 2018
  -  Champion d'Angola du contre-la-montre
  - Grande Prémio Sonangol :
    - Classement générak
    - 1re étape

  - 1re étape du Grande Prémio Internacional BAI (contre-la-montre)
  - 2e du championnat d'Angola sur route
- 2019
  -  Champion d'Angola du contre-la-montre
  - Grande Prémio ACT :
    - Classement général
    - 2e étape

  - 1re épreuve de la Coupe de Luanda
  - Grande Prémio KPL
  - 1re et 4e étapes du Grande Prémio Orped (contre-la-montre)
  - Tour du Faso :
    - Classement général
    - 1re étape (contre-la-montre par équipes)
- 2021
  -  Champion d'Angola du contre-la-montre[1]
  - 3e du championnat d'Angola sur route
- 2022
  -  Champion d'Angola du contre-la-montre
  - Grande Prémio Cidade de Luanda
  - Grande Prémio Tanaka
- 2023
  -  Champion d'Angola du contre-la-montre
  - Tour d'Angola
  - 3e du championnat d'Angola sur route
- 2024
  -  Champion d'Angola du contre-la-montre
  - Tour d'Angola :
    - Classement général
    - Prologue et 6e étape (contre-la-montre)

  - 10e du championnat d'Afrique sur route
- 2025
  -  Champion d'Angola du contre-la-montre

### Classements mondiaux
| Année                                 | 2016  | 2017  | 2018 | 2019  | 2020 | 2021 | 2022  | 2023  | 2024 |
| ------------------------------------- | ----- | ----- | ---- | ----- | ---- | ---- | ----- | ----- | ---- |
| Classement mondial                    | 1333e | 1657e | nc   | 1798e | 709e | 985e | 1455e | 1591e | 740e |
| UCI Africa Tour                       | 83e   | 117e  | nc   | 105e  | 23e  | 43e  | 80e   | 96e   | 43e  |
|                                       |       |       |      |       |      |      |       |       |      |
| Légende : nc = non classéSource : UCI |       |       |      |       |      |      |       |       |      |